# L'únic testimoni
L'únic testimoni (títol original en anglès Witness) és una pel·lícula estatunidenca del 1985, del gènere thriller, dirigida per Peter Weir. És protagonitzada per Harrison Ford, Kelly McGillis i Viggo Mortensen. És guanyadora de dos Oscars i deu premis internacionals més.

## Argument
Rachel Lapp (Kelly McGillis) és una dona de la comunitat amish a Pennsilvània. Juntament amb el seu petit fill Samuel (Lukas Haas) realitza un viatge en tren per visitar una familiar. Quan fan un transbordament, el nen és testimoni d'un assassinat. L'inspector de policia John Book (Harrison Ford) investiga el cas i s'adona que el nen n'és l'únic testimoni i, per tant, el seu testimoni al judici és decisiu. Però els criminals que estan rere de l'assassinat també ho saben, i intenten assassinar el nen i en Book. El nen torna amb la seva mare a casa, on estarà estalvi, però en Book és ferit i es refugia també a la comunitat amish. Amb el pas dels dies resulta que aquest lloc no és tan segur com es pensava. La relació entre Book i la mare del testimoni es torna cada cop més íntima mentre ell aprèn a respectar els costums de la comunitat que al principi menysprea.

## Premis i nominacions[calcitació]

### Premis
- 1986: Oscar al millor guió original per William Kelley, Pamela Wallace i Earl W. Wallace
- 1986: Oscar al millor muntatge per Thom Noble
- 1986: BAFTA a la millor música per Maurice Jarre

### Nominacions
- 1986: Oscar a la millor pel·lícula
- 1986: Oscar al millor director per Peter Weir
- 1986: Oscar al millor actor per Harrison Ford
- 1986: Oscar a la millor fotografia per John Seale
- 1986: Oscar a la millor direcció artística per Stan Jolley i John H. Anderson
- 1986: Oscar a la millor banda sonora per Maurice Jarre
- 1986: Globus d'Or a la millor pel·lícula dramàtica
- 1986: Globus d'Or al millor director per Peter Weir
- 1986: Globus d'Or al millor actor dramàtic per Harrison Ford
- 1986: Globus d'Or a la millor actriu dramàtica per Kelly McGillis
- 1986: Globus d'Or al millor guió per William Kelley i Earl W. Wallace
- 1986: Globus d'Or a la millor banda sonora per Maurice Jarre
- 1986: BAFTA a la millor pel·lícula
- 1986: BAFTA al millor actor per Harrison Ford
- 1986: BAFTA a la millor actriu per Kelly McGillis
- 1986: BAFTA a la millor fotografia per John Seale
- 1986: BAFTA al millor muntatge per Thom Noble
- 1986: BAFTA al millor guió per William Kelley i Earl W. Wallace
- 1986: Grammy al millor àlbum de banda sonora original escrita per pel·lícula o televisió per Maurice Jarre